# دول الطوق العربي

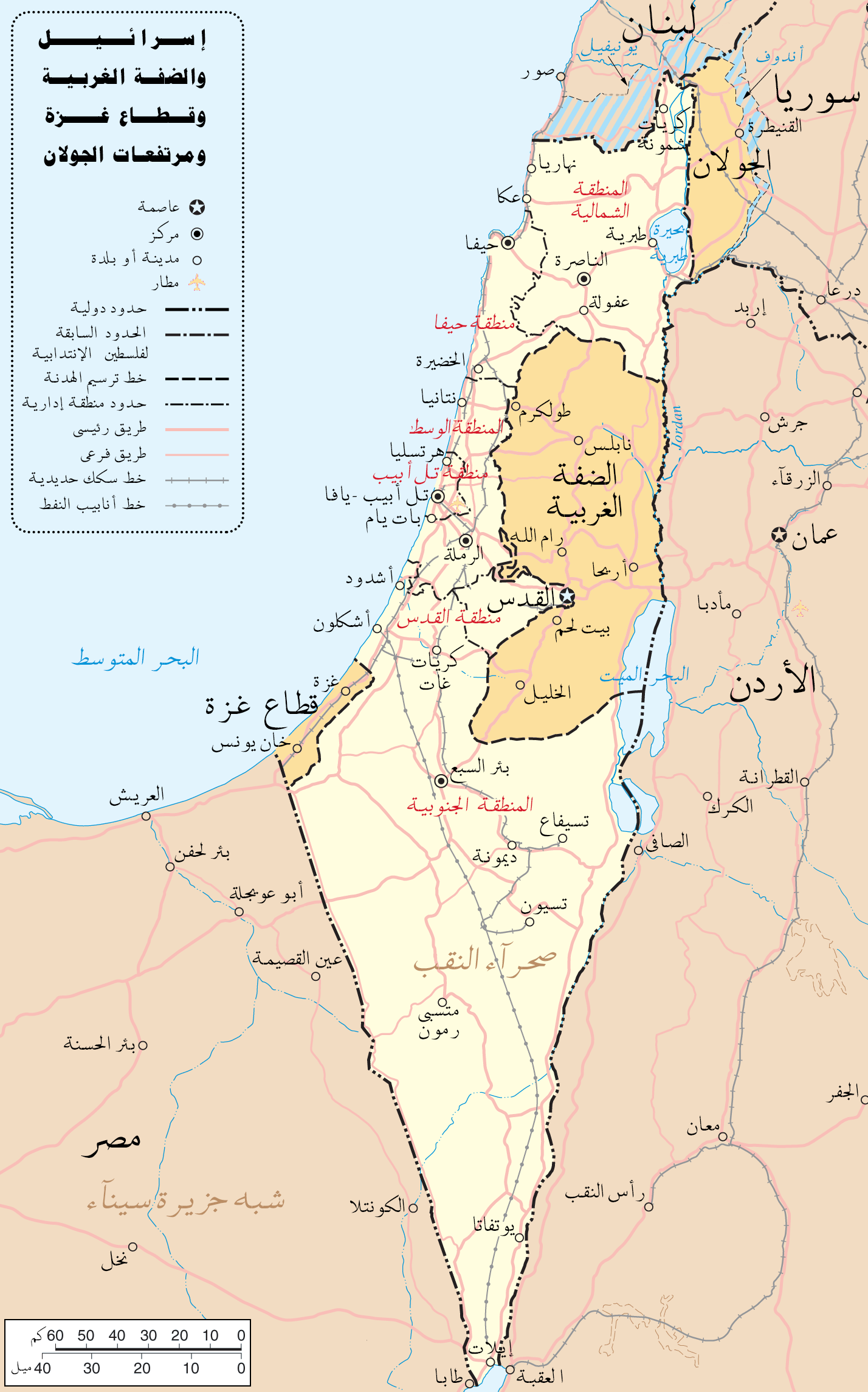
دول الطوق العربي: مصر، الأردن، سوريا، لبنان.

دول الطوق العربي هو مصطلح أطلقه الرئيس جمال عبد الناصر في ستينيات القرن العشرين على الدول العربية التي تحيط فلسطين المحتلة وهي كل من لبنان وسوريا والأردن ومصر.

## السكان
|                           | تعداد السكان بالمليون (2024) |
| ------------------------- | ---------------------------- |
| جمهورية مصر العربية       | 104,211,220                  |
| الجمهورية العربية السورية | 22,125,000                   |
| جمهورية لبنان             | 5,490,000                    |
| المملكة الأردنية الهاشمية | 11,366,156                   |
| مجموع دول الطوق العربي    | 143,192,376                  |
| دولة الاحتلال الإسرائيلي  | 9,621,200                    |